# Bohumil Kubišta
Bohumil Kubišta (Vlčkovice, 21 de agosto de 1884—Praga, 27 de novembro de 1918) foi um pintor tcheco. A sua obra esteve a cavalo entre o expressionismo e o cubismo. Influenciado por Van Gogh e Cézanne, foi membro temporalmente do grupo expressionista alemão Die Brücke. De formação autodidata, interessado pela filosofia e pela óptica, estudou as cores e a construção geométrica da pintura. Juntamente com Emil Filla fundou o grupo artístico Osma em 1907. A sua obra evoluiu desde 1911 para um estilo mais influenciado pelo cubismo. Morreu durante a pandemia da gripe de 1918.